# 樟腦
樟腦，IUPAC名称1,7,7-三甲基二环[2.2.1]庚烷-2-酮，是一種萜類有机化合物，室温下为白色或透明的蜡状固体，可用於驅離蠹魚，但對蟑螂、蚊子等居家常見生物沒有顯著驅離作用。在歷史上，樟腦使用在製藥用途，也是重要的軍火及工業原料。在塑膠石化工業尚未普及時，樟腦為製作塑化材質重要的原料，如賽璐珞底片。諾貝爾以樟腦為原料研製出了威力更強的新式火藥「無煙火藥」在1887年取得專利，使樟腦成為國際貿易中關注的重要資源。
樟腦提煉自樟樹幹中，樹齡越老的樟樹所富含的樟腦比例越多。提煉方法為將樹幹切成小塊用水蒸餾，樟腦油受熱後隨著水蒸汽上升，在接触到預先放置在上方的陶缸冷卻後便可形成樟腦。
台灣早期北部、中部山林多為原始樟樹林，老樟樹樹齡千年以上者甚多，在十九世紀後半葉及二十世紀初，台灣山林的樟樹林成為國際貿易中關注的重要資源。漢人巨商墾民、英國商人、清廷政府、日本政府先後在台灣大量砍伐樟腦輸出，台灣樟腦輸出量在日治時曾達世界首位，有“樟腦王國”之称。
過去使用的樟腦丸多使用萘與萘酚，因此又稱為萘丸；由于萘有一定毒性且可能致癌，現在則大部分被對二氯苯所取代，而不使用樟脑。

## 反应
樟脑可发生的典型反应有：
- 溴化反应

- 硝酸氧化

- 生成异亚硝基樟脑

以硼氢化钠还原樟脑可得（异龙脑）冰片。

## 用途

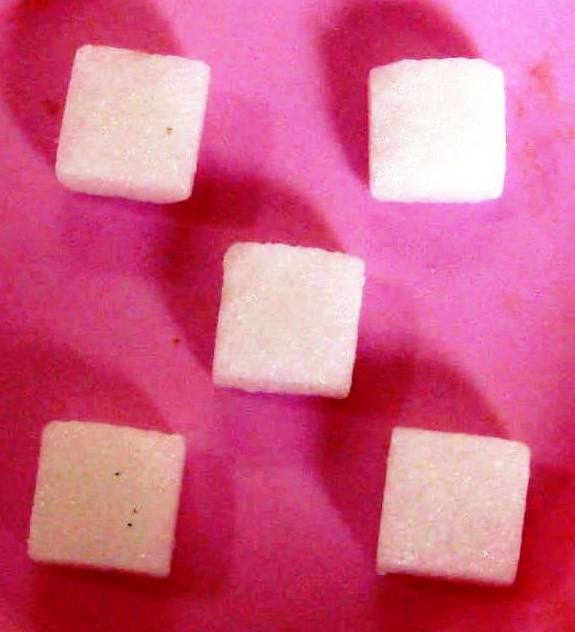
樟脑块实物图

樟腦的用途很多，除了使用在製藥用途上，也是重要的工業原料。在早期塑膠較不普及時，樟腦為製作底片重要的原料，當時臺灣輸出的樟腦達到世界第一，其中北部以三角湧（今三峽）、大嵙崁（今大溪）、鹹菜甕（今關西），及中部南投的集集等地為樟腦產出最興盛的地區。樟腦一般制成樟腦丸，用于驅蟲、除臭。樟腦具毒性，不可直接食用。
對於有葡萄糖-6-磷酸脱氢酶缺乏症（通稱蠶豆症）的患者，建議勿接觸或使用含樟腦 (camphor) 之外用藥品。
諾貝爾利用樟腦為原料研製出了新式火藥，煙霧較少的“無煙火藥”Ballistite，在1887年取得專利，此種火藥威力更強，能使敵方不容易發現自己。

## 歷史

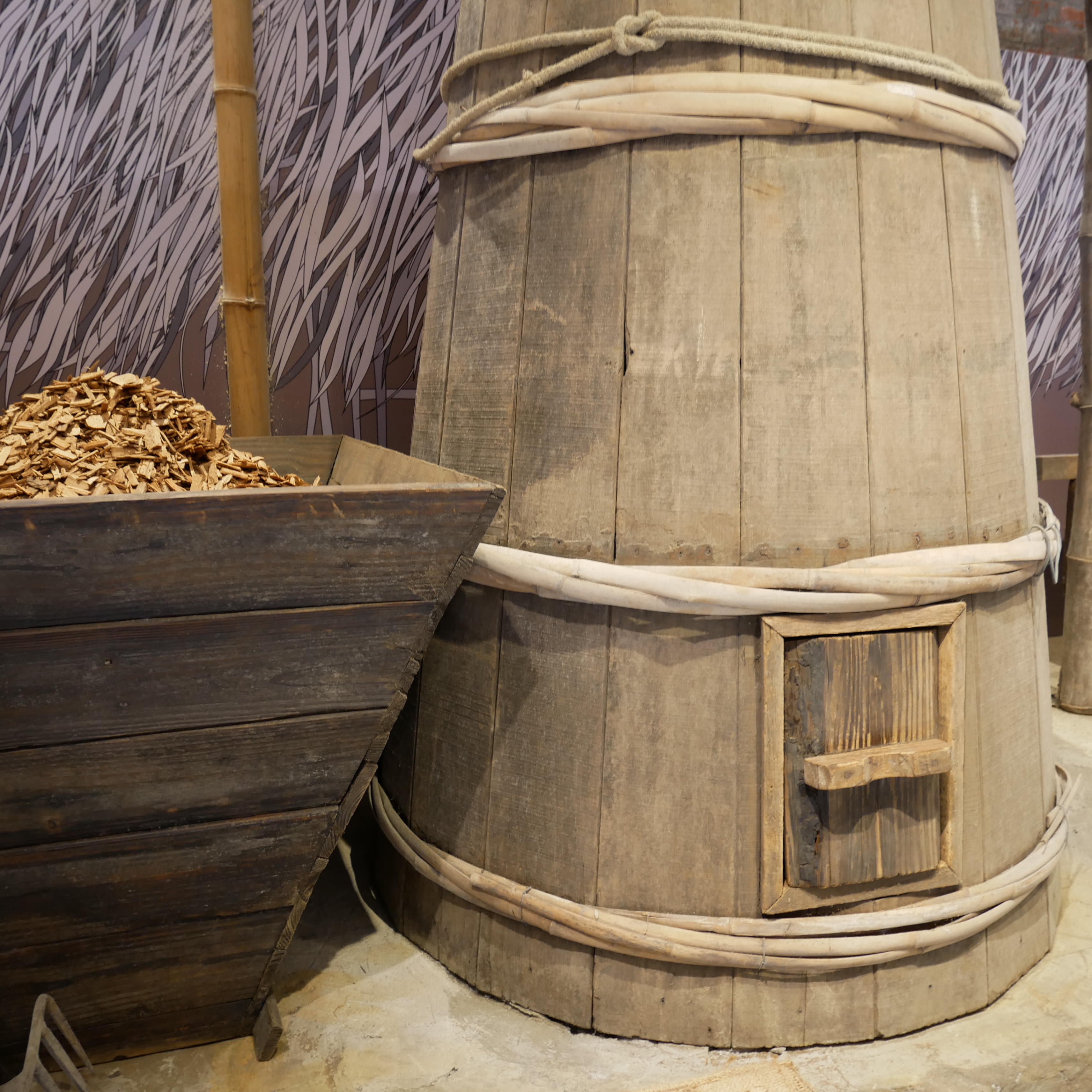
樟腦寮（腦炊）模型

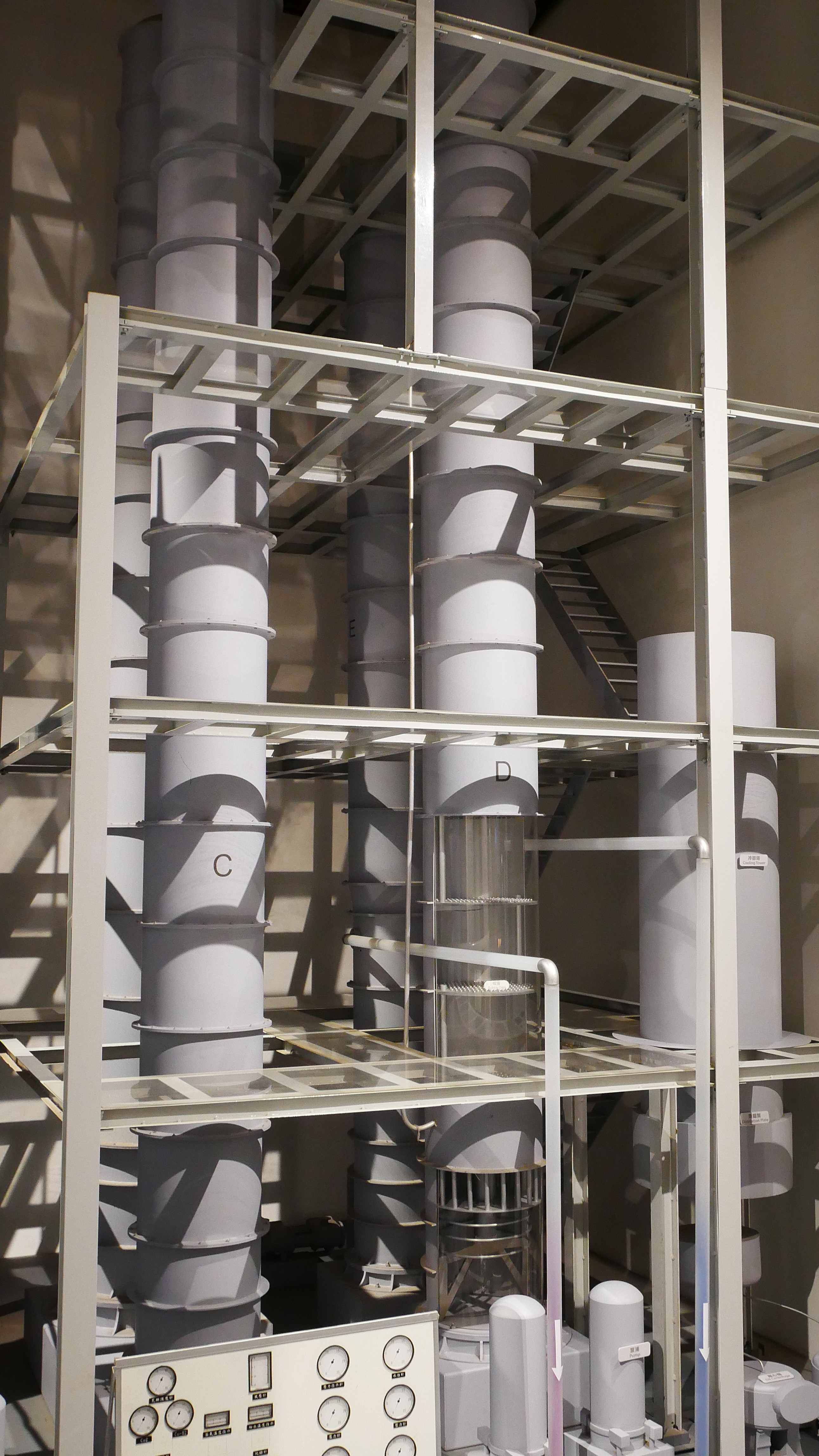
樟腦蒸餾塔模型

6世紀時阿拉伯發明了樟腦製法，16世紀時傳入日本，當時主要產地為薩摩藩（現鹿兒島縣）。當時樟腦之主要用途為賽璐珞的可塑劑，隨後諾貝爾發明以樟腦為原料威力更強的新式火藥後，需求量大增。
台灣早期北部、中部的淺山森林多為原始千年樟樹林，自荷治時期以來，就有樟腦出口，當時平地甚至延伸至海岸都有濃密的樟樹林。18世紀初清廷將樟樹貿易收歸國有專賣，私砍林木可被處死，單單1720年就因私砍林木而有超過200個人被斬首，後來引爆了朱一貴事件。事平後政策才鬆綁，向官府繳交規費即可取得進入樟木林工作的許可。初期官府收取墾民繳交的規費，尚有部分比例撥交給山林土地的所有人平埔族，以換取墾民進出山林。到了19世紀初，漢人即漸漸奪取山林所有權及樟樹貿易的獨佔地位。
在十九世紀後半葉及二十世紀初，台灣樟腦生產量幾乎占全世界的一半以上，台灣山林的樟樹林成為國際貿易中關注的重要資源。1855年台灣當地官員與美商私訂密約，1858年天津條約將台灣（今台南安平）開放為通商口岸，隨後又增開淡水、打狗（今高雄港）、雞籠（今基隆港）等口岸，美商與俄商、德商、英商等即先後進入台灣收購樟腦進行樟腦出口貿易。為壟斷樟腦獨佔地位，台灣當地官員亦欲介入利益，在1863年違反天津條約將樟腦改為官辦專賣，與英商間不斷的衝突在1868年引發與英軍的樟腦糾紛。
1880年代台灣建省首任巡撫劉銘傳與地方巨商，為掠奪山林資源、壟斷樟腦獨佔利益（劉銘傳在奏摺中自稱為「伐木裕餉」），繼續執行開山撫番政策，由地方巨商向政府官員捐輸買官、提供民勇人丁，官員發動戰爭劫掠搶取更深山原住民族群的土地，租給地方巨商招募民工腦丁入墾山林，所得再租稅裕餉，如此循環，七年間持續發動一連串大嵙崁戰役以帝國優勢現代武力征伐今大溪、三峽、復興、烏來等地的泰雅部落。
日治時延續清末開山撫番政策，隨後更升級為理蕃政策，不承認族人領地權將山林強制沒收為國有，樟腦業者墾民入侵部落領地開墾伐林不再付予當地住民賽夏、泰雅等部落租金補償，不斷暴力衝突終至引發南庄事件、大豹社事件、枕頭山戰役等事件。至當地社群滅社後，引進工業化資本主義，大舉經營台灣的樟腦產業全面收歸國家壟斷台灣北部、中部山林樟樹之採伐，到了20世紀初日本成為全世界最大的樟腦生產國。
1920年代，化學合成製法逐漸流行，逐漸取代樟腦的地位，最終由於塑膠被發明、取代賽璐珞，樟腦產業就此沒落。